# Леопольдо Хосе Андара Гонсалес
Леопольдо Хосе Андара Гонсалес (27 червня 1986) — венесуельський плавець.
Учасник Олімпійських Ігор 2008 року.